# 建成圓環
25°03′14.11″N 121°30′52.39″E / 25.0539194°N 121.5145528°E

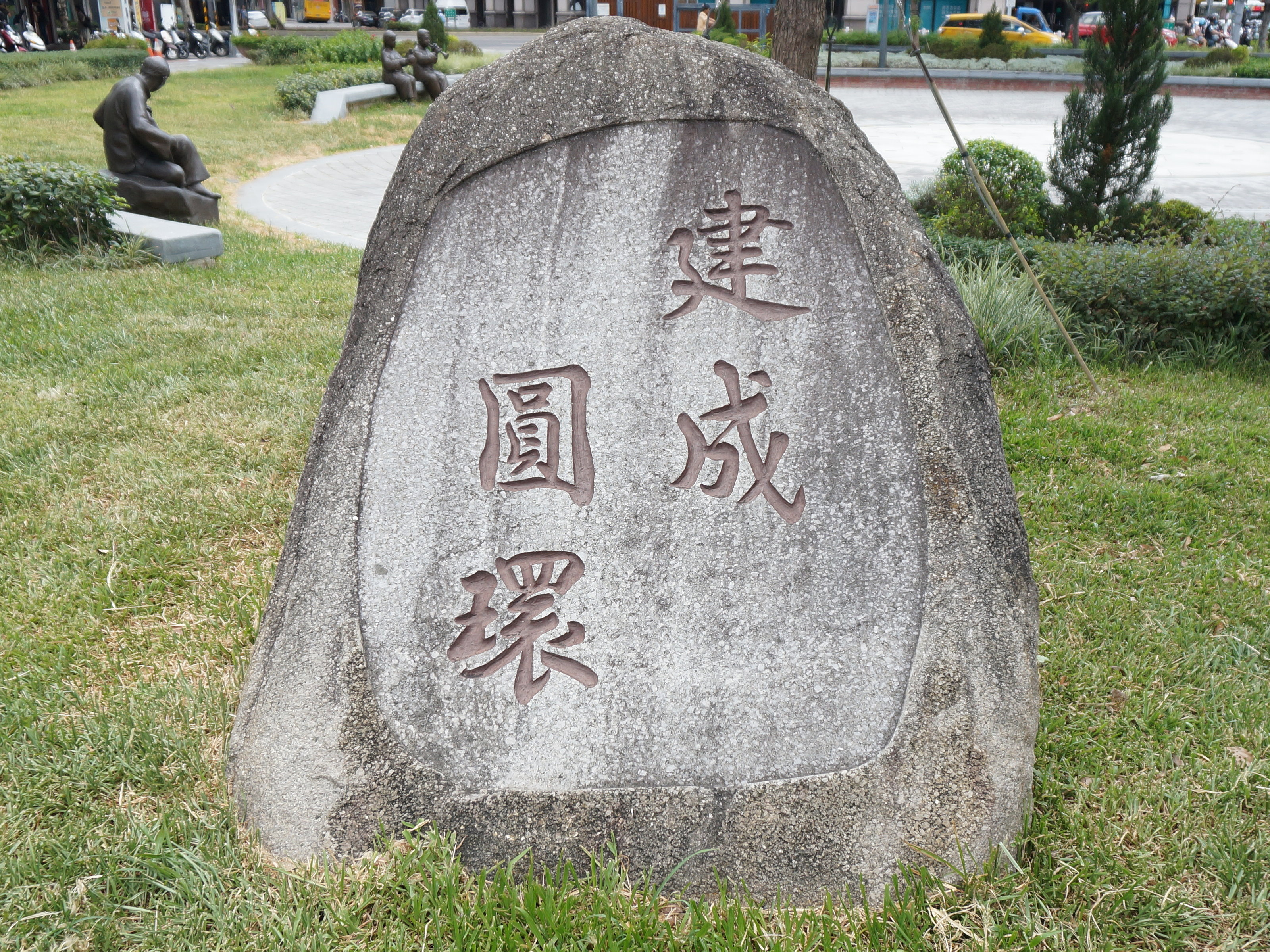
建成圓環石碑

建成圓環，又名臺北圓環，是位於臺灣臺北市大同區的地標及昔日圓環，為南京西路、寧夏路、重慶北路一段、重慶北路二段、天水路等4條道路的交叉處，鄰近寧夏路夜市，面積約1,732平方公尺。闢建於1908年，此後該圓環上曾形成夜市，成為當時臺北的標誌景點之一。後因原建物老舊以致拆除，改建為以玻璃帷幕為主體的美食館，但原有店家多已遷出，且美食館業績不振，2016年拆除美食館建物，之後在原地進行綠化，作為提供市民休憩的圓環廣場。

## 歷史

### 日治時期（1895－1945）
建成圓環的歷史，最早可溯及1899年日本臺灣總督府提出「市區改正」計畫，於重慶北路、南京西路、寧夏路與天水路等四條路所匯集的空地上畫了圓圈，周栽七里香，中間種榕樹及設座椅，成為民眾休憩的「圓公園」。圓環成形於1908年，本為一圓形小型公園，淡水線鐵路開通之後，該地成為大稻埕腹地，攤販聚集。
建成圓環在日治時期為臺北市最重要的小吃夜市，後於1943年台北大空襲期間建立了防空蓄水池等設施供避難之用。

### 小吃鼎立時期（1945－1980年代）
1945年戰後時期開始，圓環恢復了小吃容貌；1980年代之前，建成圓環一直是台北的重要地標之一，因其各式各樣的庶民小吃、平民化的價格，逐漸成為市民們的城市記憶、典型台北市的「味覺地標」。但對市政當局而言，建成圓環內違章攤販群集，並非官方心中的模範地標，而是將其視為城市破敗、落後的象徵。

### 商圈衰退時期（1993－2002）
1993年戲院拆除的火星引燃圓環屋頂，1999年攤販炸魚不慎使圓環起火，雖然兩度大火後皆於復建後重新營業，但商圈因此衰退近十年之久，加上臺北鬧區東移，圓環漸趨沒落。

### 美食館時期（2003－2016）
2002年，時任臺北市市長馬英九拆除舊圓環，改由李祖原建築師事務所設計、耗資兩億元在原地新建的「建成圓環美食館」取代，以美食小吃街型態於2003年10月重新開幕。開幕後不久，因玻璃帷幕設計不良造成圓環內商家生意持續下滑，而原本圓環內知名店家均已在外自立門戶、沒有進駐，故造成一直虧損，不但二樓無法利用，原本進駐於一樓的20攤攤位僅存6攤，以致在2006年7月正式熄燈。
2008年，時任臺北市市長郝龍斌宣布建成圓環內部將重新規劃並更名為「台北圓環」，於2009年6月22日重新開幕。但因向北市府承租的華旭公司和實際負責經營的流水席公司在租金認知出現歧異，二房東華旭公司主張圓環新增頂棚工程費應由承租的流水席公司承擔，因而片面將租金由每月新台幣25萬調高至50餘萬，雙方因此步上法院，導致於2011年5月1日再度熄燈歇業。2012年4月9日，由余湘及聯廣集團主導重新開幕。2014年12月中，圓環內因為開設夜店引發討論。2015年4月15日，臺北市市長柯文哲表示2016年7月委外合約到期後不再續約，改由台北市政府接管。

### 圓環廣場時期（2017－）
2016年7月，委外合約到期後由台北市政府接管，同年11月21日臺北市市場處取得建成圓環建物拆除工程執照，11月24日開始拆除工程，僅保留1943年啟用的防空蓄水池。2017年7月20日，圓環廣場落成，廣場內有市定古蹟大稻埕圓環防空蓄水池、地崁燈、噴泉廣場等，成為提供民眾休憩的一片綠地。

## 文化
- 1987年表演工作坊推出的舞台劇《圓環物語》，即是以建成圓環為主題，面對觀眾敘述台北市著名小吃區「圓環」的歷史。自清朝到日治時代以至今日台北，圓環從公園變成蓄水池，轉化成固定攤販的小吃店總匯，再變回了交通圓環，最後在臺北市政府政策搖擺不定之下又面臨即將拆遷的悲慘命運。[18]

## 相關資料
- 幾經興衰的 -- 建成圓環 （页面存档备份，存于）
- 劉克襄／《台北圓環沒保庇了》  （页面存档备份，存于）
- 張哲生／不如拆掉建公園！回顧台北建成圓環歷史 （页面存档备份，存于）
- 李清志教授：《圓環之死—從味覺地標到圓環錢坑》，實踐大學建築設計學系
- 建成圓環 臺北旅遊網